# Liste der Monuments historiques in Beutal
Die Liste der Monuments historiques in Beutal führt die Monuments historiques in der französischen Gemeinde Beutal auf.

## Liste der Objekte
| Bezeichnung      | Beschreibung                                                     | Standort                          | Kennzeichnung | Schutzstatus | Datum | Bild |
| ---------------- | ---------------------------------------------------------------- | --------------------------------- | ------------- | ------------ | ----- | ---- |
| Kelch und Patene | Silber, vergoldet, 17. Jahrhundert, Goldschmied Pierre Baguesson | in der lutherischen Kirche (Lage) | PM25000388    | Classé       | 1961  |      |
| Oblatendose      | Zinn, bezeichnet 1706                                            | in der lutherischen Kirche (Lage) | PM25000389    | Classé       | 1961  |      |
| Taufkanne        | Zinn, erste Hälfte des 18. Jahrhunderts                          | in der lutherischen Kirche (Lage) | PM25000390    | Classé       | 1961  |      |